# 中山展宏
中山 展宏（なかやま のりひろ、1968年9月16日 - ）は、日本の政治家。自由民主党所属の元衆議院議員（4期）。国土交通副大臣、外務大臣政務官を歴任。

## 来歴
兵庫県西宮市生まれ。現在は神奈川県川崎市麻生区王禅寺東4丁目に在住。香川大学教育学部附属高松中学校、香川県立高松高等学校、青山学院大学理工学部を経て、早稲田大学大学院ファイナンス研究科専門職学位課程中退。勧角証券の債券ディーラー等を務めた後、江崎洋一郎公設秘書となる。
2009年の第45回衆議院議員総選挙で、神奈川9区に自民党が公認する予定だった山内康一が解散直後に離党したことによる県連の公募で選ばれ出馬。民主党の笠浩史に77,945票差で敗れた。2012年の第46回衆議院議員総選挙に自民党公認で神奈川9区から出馬し、笠に9,078票差で再び敗れたが、比例南関東ブロックで復活し初当選。2014年、第47回衆議院議員総選挙に自民党公認で神奈川9区から出馬し、笠に3度目の敗北を喫したが、比例復活で2選。
2017年2月、甘利明と、甘利側近の他の神奈川県を地盤とする議員3人らと共に麻生派に入会した。2017年、第48回衆議院議員総選挙に自民党公認で神奈川9区から出馬し、笠に4度目の敗北を喫したが、比例復活で3選。
2018年10月、自民党内閣第二部会副部会長、財務金融部会副部会長、生活安全関係団体委員会委員長、金融調査会幹事に就任した。
2019年9月13日、 第4次安倍第2次改造内閣で、外務大臣政務官に就任した。外務大臣政務官として、アジア大洋州、南部アジア諸国を担当。
2021年10月6日、第1次岸田内閣で国土交通副大臣（担務は災害対策、河川をはじめ水管理・国土保全、土地や住宅政策、鉄道・自動車の交通システム、それと気象および海外プロジェクトの総括）に就任。
同年10月31日、第49回衆議院議員総選挙で4度目の比例復活となり4選。
2024年10月15日、第50回衆議院議員総選挙が公示され、神奈川9区からは中山、立憲民主党公認の笠、日本維新の会公認の元県議の吉田大成、日本共産党公認の元川崎市議会議員の赤石博子の計4人が立候補した。自民党は裏金問題や統一教会問題、10月23日に発覚した非公認候補への2000万円支給問題などで逆風が吹き荒れた。10月27日、総選挙執行。投票締め切りの20時直後にNHKなどは笠の当選確実を報じ、笠は8期目の当選を果たした。中山は比例復活もかなわず、議席を失った。12月22日の自民党神奈川県連総務会で次期衆院選の神奈川9区支部長に中山を選任しない事を決定。

## 政策・主張

### 経済安全保障
- 「ルール形成戦略議員連盟」の事務局長を務め、5月29日、議連の会長である甘利明氏とともに、首相官邸を訪問し[18]、政府に経済・外交・安全保障にを統合する司令塔「国家経済会議（日本版NEC）」の設置を求め、安倍総理に提言書を提出した。米中の貿易摩擦はデジタルや宇宙空間の覇権争いに絡んでおり、司令塔を生かして国家主導で一元的に戦略を立てる中国に対抗する狙いがある。また省庁の縦割りを破り、政治主導で一元的な戦略を練る重要性にも触れた[19]。
- 安倍総理に提言書を提出した際、「国家経済会議（日本版NEC）創設」を求めたが、次善の策として、2014年に発足した「国家安全保障会議（日本版NSC）」の中に、我が国の安全保障に資する戦略的外交・経済政策を担う組織をまずは作るべきとした。2020年4月1日、提言が反映された経済班がNSC内に発足した[20]。
- 内閣委員会の質疑において、中国の国家情報法の対象である企業が、内閣官房のサイバーセキュリティーに関与していることについて質問をし、政府参考人から「政府機関等の情報セキュリティ対策のための統一基準群、こういうものなどによりまして、情報の取扱いには細心の注意を払って進めているところでございます。」との回答を得た[21]。
- 知的財産や技術の流出の問題についてルール形成戦略議員連盟で議論してきており、その中で、日本は、アプリや金融のシステムに限らず、医療、エネルギー、場合によっては保安検査などの分野でも中国の製品を扱っている。そのひとつひとつに対して検証していくことが必要だとしている[22]。
- 経済安全保障上、日本がなすべきこととして、「安全保障に対する考え方を共有できる国や地域を広げていくことが大切で、それが国民の皆さんの安心に繋がるんだと思います」と語っている[23]。
- 経団連に加盟する企業を中心に経済安全保障に協議する新組織「国際経済外交総合戦略センター」の「第１回経済安保セミナー」が開かれた際、パネルディスカッションに参加した[24]。

### 対中国
- デジタル人民元が発行された際の影響について、アフリカ諸国で急速に普及する可能性に警戒感を示し、「自国通貨よりもデジタル人民元が安定した通貨で決済しやすいとなれば、そちらに流れていく。そうなると中国の影響力が非常に強くなる」と指摘している[25]。
- 中国が準備を進めているデジタル人民元に対して、「米国抜きでは今の基軸通貨や国際決済システムの覇権に挑戦していこうという中国に対峙できない」との危機感を表明し、その上で、日本銀行や欧州中央銀行などが取り組むデジタル通貨に関する共同研究に、米国が参加していないことに触れ、「米国とプラットホームを共有できるよう日本が橋渡しをすることが一番大事」と述べた[26]。
- 経済安全保障について、「日本は戦後、経済発展を第一にここまで来ました。だから経済力が実は日本にとって武器になる話だけれど、“安全保障と絡めないこと”が何か固定観念としてあって、そういうところを少し考え直した方がいいんじゃないか。その中で安全保障と経済が一緒になった政策を考えていかないといけないと思います」と指摘している[27]。
- 個人情報の保護が懸念されている中国製アプリについて、自らが事務局長を務めるルール形成戦略議員連盟で取り上げ、中国製アプリは利用を禁止するのではなく、ユーザーが安心して使える環境作りの整備を後押ししていく考えを示した[22]。

### その他
- 国際機関の日本のプレゼンスについて、「自由や民主主義といった価値観を共有する国とともに、公平かつ中立で透明性のある国際機関」を作ることが重要であるとし、国際機関のトップに日本人を就けることの重要性を訴えている[28]。
- 中国が途上国への援助などを通じた影響力を背景に、国際機関のトップポストの選挙や人事で中国に近い人物を据えるように動いていることに警戒感を示し、事務局長選挙等の重要な選挙の場合には、閣僚経験者を出していきたいと語っている[29]。
- 憲法改正に賛成[30]。
- 集団的自衛権の行使を禁じた政府の憲法解釈を見直すことに賛成[30]。
- 日本の核武装について検討すべきでないとしている[30]。
- 女性宮家の創設に反対[30]。
- 選択的夫婦別姓制度の導入に反対[31]。

## 人物・発言
- 衆議院議員の秘書時代を回顧し、「秘書の実体験こそが一番の勉強になった。政治とは元々、よそ様にどれだけ自己犠牲を払えるかだ」と語った[32]。
- 2014年の第186回国会において、大臣、副大臣、政務官、補佐官、議長、副議長、委員長のいずれの要職にもついていなかったのみならず、質問、議員立法、質問主意書提出のいずれもなかったことが指摘された[33][34]。

## 所属団体・議員連盟
- 自民党たばこ議員連盟[35]
- 日韓議員連盟[36]
- ルール形成戦略議員連盟[36]
- 半導体戦略推進議員連盟[36]
- 人権外交を超党派で考える議員連盟[37]

## 選挙歴
| 当落 | 選挙                   | 執行日         | 年齢 | 選挙区        | 政党       | 得票数    | 得票率 | 定数 | 得票順位 /候補者数 | 政党内比例順位 /政党当選者数 |
| ---- | ---------------------- | -------------- | ---- | ------------- | ---------- | --------- | ------ | ---- | ------------------ | ---------------------------- |
| 落   | 第45回衆議院議員総選挙 | 2009年08月30日 | 40   | 神奈川県第9区 | 自由民主党 | 4万9274票 | 24.64% | 1    | 2/5                | 1/6                          |
| 比当 | 第46回衆議院議員総選挙 | 2012年12月16日 | 44   | 神奈川県第9区 | 自由民主党 | 5万8370票 | 31.89% | 1    | 2/4                | 1/6                          |
| 比当 | 第47回衆議院議員総選挙 | 2014年12月14日 | 46   | 神奈川県第9区 | 自由民主党 | 5万9991票 | 35.20% | 1    | 2/4                | 2/8                          |
| 比当 | 第48回衆議院議員総選挙 | 2017年10月22日 | 49   | 神奈川県第9区 | 自由民主党 | 7万819票  | 40.32% | 1    | 1/3                | 2/8                          |
| 比当 | 第49回衆議院議員総選挙 | 2021年10月31日 | 53   | 神奈川県第9区 | 自由民主党 | 6万8918票 | 34.85% | 1    | 1/4                | 1/9                          |
| 落   | 第50回衆議院議員総選挙 | 2024年10月27日 | 56   | 神奈川県第9区 | 自由民主党 | 5万2358票 | 27.65% | 1    | 2/4                | 13/7                         |